# Cerfennia javana
Cerfennia javana är en insektsart som först beskrevs av Melichar 1902.  Cerfennia javana ingår i släktet Cerfennia och familjen Flatidae. Inga underarter finns listade i Catalogue of Life.